# Ćwitowa (obwód tarnopolski)
Ćwitowa (ukr. Цвітова, Cwitowa) – wieś na Ukrainie, w obwodzie tarnopolskim, w rejonie czortkowskim. W 2001 roku liczyła 651 mieszkańców. Przez wieś przebiega droga terytorialna T2016.

## Historia

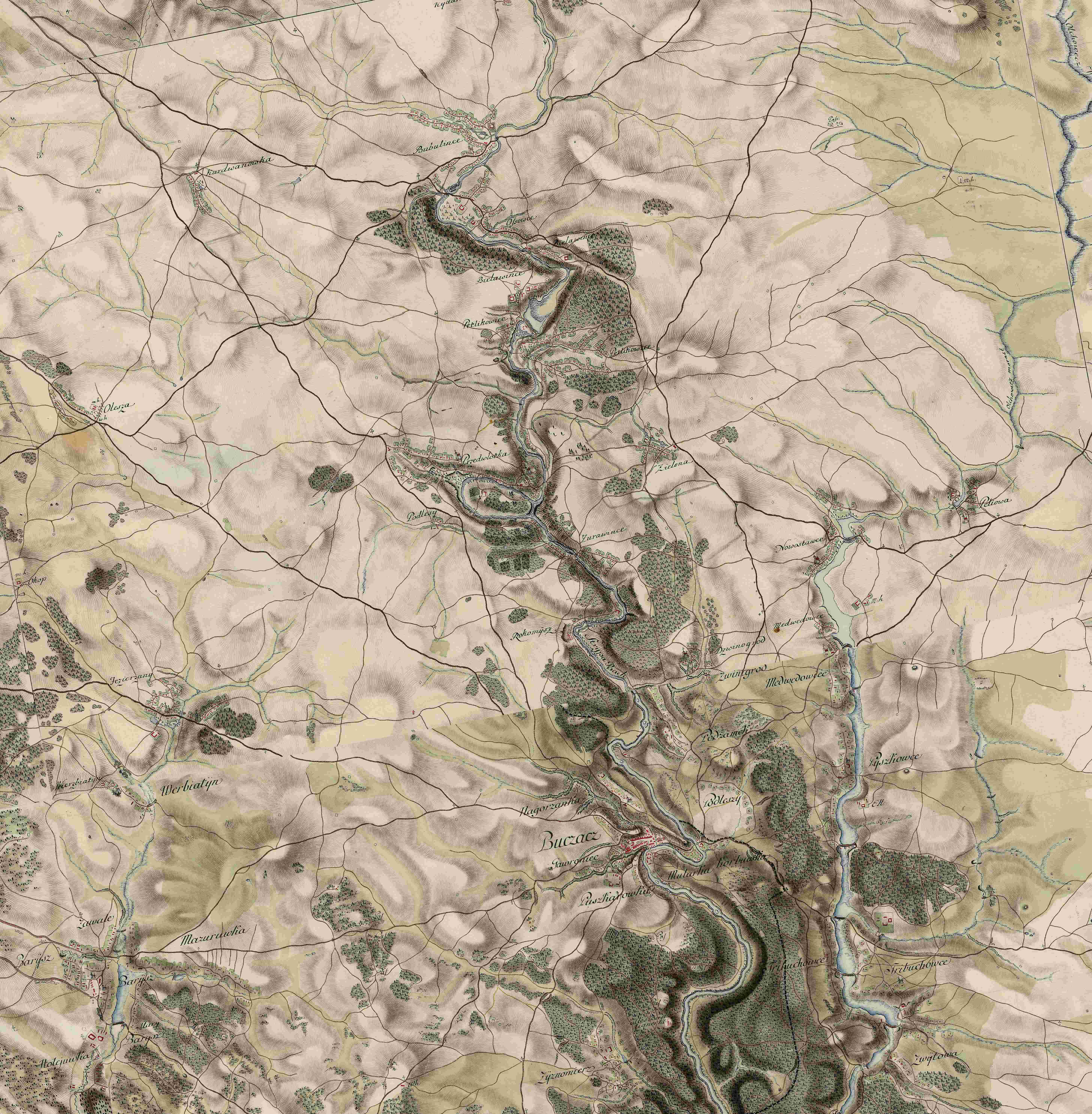
Ćwitowa na mapie fon Miega, XVIII w.

W 1578 dzierżawcą wsi był Marcin Ludzicki herbu Grzymała.
Według rozgraniczenia z 1680 wieś znajdowała się w województwie podolskim. Część granicy pomiędzy województwami ruskim i podolskim przechodziła na południe od pobliskich Trybuchowiec i Dżuryna – między temi wsiami oraz Ćwitową i Pomorcami.
Przez pewien czas właścicielem większości posiadłości we wsi było greckokatolickie probostwo w Zarwanicy.
Po zakończeniu I wojny światowej, od listopada 1918 roku do lata 1919 roku Ćwitowa znajdowała się w Zachodnioukraińskiej Republice Ludowej.
W II Rzeczypospolitej miejscowość stanowiła początkowo samodzielną gminę jednostkową. 1 sierpnia 1934 roku w ramach reformy na podstawie ustawy scaleniowej została włączona do zbiorowej gminy wiejskiej Trybuchowce w powiecie buczackim, w województwie tarnopolskim.
Wieś jest siedzibą rady wiejskiej.

## Zabytki
- Lipa w Ćwitowej

Lipa w Ćwitowej

- Cerkiew pw. Wprowadzenia Najświętszej Marii Panny do Świątyni.

## Ludzie
- Michał Borysiekiewicz – lekarz okulista[5]
- Stefan Hrabar – nauczyciel, w 1933 mianowana kierownikiem 2-klasowej szkoły we wsi[6]
- Jakiw Medwecki – dr teologii, administrator Apostolskiej Administracji Łemkowszczyzny